# 舊塞納姆學托擴 (伊利諾伊州)
舊塞納姆學托擴（英語：Old Salem Chautauqua）是位於美國伊利諾伊州默納德縣的一個非建制地區。該地的面積和人口皆未知。

## 地理
舊塞納姆學托擴的座標為39°59′32″N 89°50′07″W / 39.99222°N 89.83528°W，而該地的平均海拔高度為156米（即512英尺）。